# 640 هـ
640 هـ هي سنة في التقويم الهجري امتدت مُقابلةً في التقويم الميلادي بين سنتي 1242 و1243.

## أحداث
- اعتلاء المستعصم بالله عرش الخلافة العباسية في بغداد.

## مواليد
- إبراهيم الجعبري
- قطب الدين اليونيني

## وفيات
- ضيفة خاتون
- عبد الواحد الرشيد
- منصور المستنصر بالله
- عبد الواحد الرشيد